# 5454 Kojiki
5454 Kojiki je planetoid koji se nalazi u glavnom asteroidnom pojasu Sunčeva sustava. Otkrili su ga 12. ožujka 1977. japanski astronomi Hiroki Kōsai i Kiichirō Furukawa iz zvjezdarnice Kisoa.
Nazvan je po japanskoj kronici i zbirci priča Kojikiju, važnom izvoru informacija o starom Japanu.